# Episodi di Les Mystères de l'amour (tredicesima stagione)
La tredicesima stagione della serie televisiva Les Mystères de l'amour è andata in onda in Francia dal 28 agosto 2016 al 26 novembre 2016 sul canale Telemontecarlo.
In Italia è inedita.
| nº | Titolo originale        | Titolo italiano | Prima TV Francia  | Prima TV Italia |
| -- | ----------------------- | --------------- | ----------------- | --------------- |
| 1  | Retour à la vie         |                 | 28 agosto 2016    |                 |
| 2  | Opérations périlleuses  |                 | 3 settembre 2016  |                 |
| 3  | Comme au premier jour   |                 | 4 settembre 2016  |                 |
| 4  | Fuites et disparitions  |                 | 10 settembre 2016 |                 |
| 5  | Nouveau venu            |                 | 11 settembre 2016 |                 |
| 6  | Alliances               |                 | 17 settembre 2016 |                 |
| 7  | C'est la fête !         |                 | 18 settembre 2016 |                 |
| 8  | Le bonheur des uns      |                 | 24 settembre 2016 |                 |
| 9  | Une journée à flipper   |                 | 24 settembre 2016 |                 |
| 10 | Chance et malchance     |                 | 1 ottobre 2016    |                 |
| 11 | Flagrant délire !       |                 | 2 ottobre 2016    |                 |
| 12 | Un amour interdit       |                 | 8 ottobre 2016    |                 |
| 13 | Soupçons                |                 | 9 ottobre 2016    |                 |
| 14 | Tours et retours        |                 | 15 ottobre 2016   |                 |
| 15 | Malaises                |                 | 16 ottobre 2016   |                 |
| 16 | Difficiles aveux        |                 | 22 ottobre 2016   |                 |
| 17 | Le scoop de l'année !   |                 | 23 ottobre 2016   |                 |
| 18 | Le destin               |                 | 29 ottobre 2016   |                 |
| 19 | Enlèvement demandé      |                 | 30 ottobre 2016   |                 |
| 20 | Fuites et retours       |                 | 5 novembre 2016   |                 |
| 21 | Plus dure sera la chute |                 | 6 novembre 2016   |                 |
| 22 | Lorsque l'enfant paraît |                 | 12 novembre 2016  |                 |
| 23 | Chasteté bien ordonnée  |                 | 13 novembre 2016  |                 |
| 24 | En quête de vérité      |                 | 19 novembre 2016  |                 |
| 25 | Le dessous des cartes   |                 | 20 novembre 2016  |                 |
| 26 | Aveux et révélations    |                 | 26 novembre 2016  |                 |